# Delta Geminorum
Delta Geminorum (δ Gem, δ Geminorum) é uma estrela na constelação de Gemini. Tem o nome tradicional Wasat, que vem da palavra arábe para "meio". Tem uma magnitude aparente de 3,53, sendo facilmente visível a olho nu. Medições de paralaxe mostram que está a aproximadamente 60,5 anos-luz (18,5 parsecs) da Terra. Wasat está a apenas dois décimos de um grau a sul da eclíptica, e portanto pode ser ocasionalmente ocultada pela Lua ou mais raramente por um planeta. A última ocultação por um planeta foi por Saturno em 30 de junho de 1857, e a próxima será por Vênus em 12 de agosto de 2420.[carece de fontes?] Em 1930, o planeta anão Plutão foi descoberto 0,5° a leste dessa estrela pelo astrônomo americano Clyde Tombaugh.
Delta Geminorum é uma estrela subgigante com uma classificação estelar de F0 IV. Tem 1,57 vezes a massa do Sol e está rotacionando rapidamente com uma velocidade de rotação projetada de 129,7 km/s. Brilha com dez vezes a luminosidade do Sol a uma temperatura efetiva de 6 900 K, o que dá a ela o brilho amarelo-branco típico de estrelas de classe F. Possui uma idade estimada de 1,6 bilhões de anos.
Delta Geminorum pertence a um sistema estelar triplo. Os componentes internos formam uma binária espectroscópica com um período de 6,1 anos (2 238,7 dias) e uma excentricidade orbital de 0,3530. Uma estrela companheira mais fria de classe K não é aparente a olho nu mas pode ser vista facilmente com um telescópio pequeno. Orbita o par interno com um período de 1 200 anos e uma excentricidade de 0,11. Embora tenha uma velocidade radial de +4,1 km/s, o sistema parece estar na verdade se aproximando do Sistema Solar. Em cerca de 1,1 milhão de anos, fará sua maior aproximação a uma separação de cerca de 6,7 anos-luz (2,1 parsecs).